# Svante Werger
Paul Svante Werger, född den 25 juni 1968, är en svensk journalist och tjänsteman på Myndigheten för samhällsskydd och beredskap (MSB).

## Biografi
Werger var ledarskribent på Expressen (1994, 1995), Svenska Dagbladet (1995), Göteborgs-Posten (1996), inledningsvis som vikarie samt senare reguljärt på Expressen.
I början av 2000-talet arbetade Svante Werger som informationschef på dåvarande Krisberedskapsmyndigheten (KBM)
samt efter sammanslagningen som presschef, kommunikationschef
alternativt kommunikationsdirektör på Myndigheten för samhällsskydd och beredskap (MSB).
Under coronakrisen 2020 var Werger en ofta förekommande talesperson vid offentliggörande av MSB:s aktiviteter och rekommendationer, då med titeln särskild eller strategisk rådgivare.